# Conill pagès d'Eivissa

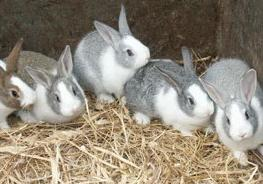
Conill pagès d'Eivissa

El conill pagès o conill eivissenc (que són els dos noms amb què es coneix a l'illa d'Eivissa) és una raça autòctona de conills de l'illa d'Eivissa.
És un tipus de conill que es destina a la producció de carn pel consum de la casa, atès el seu fàcil manteniment i la fertilitat de les mares, que tenen ventrades de 8 a 10 conillons, que amb una mica de cura, suren quasi tots. El pes dels animals d'engreix per a sacrifici és de dos quilos i mig, i la carn obtinguda és de gran qualitat, cosa que li dona una gran estima a la ruralia, ja que és un tipus d'animal que per la seva escassa producció difícilment es troba als mercats. Al dia d'avui (març 2003), és urgent fixar l'estàndard racial i marcar un programa selectiu que permeti la seva conservació i obrir el mercat en aquest tipus de carn, amb una millor transformació de menjar / carn produïda, amb el manteniment de la qualitat actual.

## Característiques
- Cos robust i arrodonit.
- Pes: de 3.1 a 4.2 quilos els mascles i de 3 i 3.7 quilos les femelles.
- Cap ben proporcionat al cos,
- Coa mitjana tirant a petita.
- Pell ajustada al cos.
- Pèl molt espès però no gaire llarg.
- Color: Bicolors. El color base més freqüent és el negre, però pot ser també gris o rogenc.
- De 8 a 10 cries.
- Cria per al consum casolà.

## Origen
Com passa a tantes poblacions d'animals de corral, és molt difícil concretar l'origen del conill pagès o conill eivissenc, que amb els dos noms es coneix a l'illa d'Eivissa. La seva presència és realment molt antiga a les cases de pagès, on ha estat capaç de sobreviure al llarg del temps a les diferents onades de races més seleccionades i altres adversitats de tipus sanitari, mercès fonamentalment a la seva rusticitat.

## Associació
APOI - Associació de Productors d'Oví d'Eivissa
Avinguda d'Espanya, 49
Eivissa 07800
Telf: 971195568 Fax: 971101345